# Djalma Santos
Djalma Pereira Dias dos Santos (27. února 1929, São Paulo – 23. července 2013, Uberaba) byl brazilský fotbalista, obránce. Pelé ho roku 2004 zařadil mezi 125 nejlepších žijících fotbalistů. Je dvojnásobným mistrem světa, z let 1958 a 1962, krom toho hrál ještě na dvou světových šampionátech (1954, 1966). Na třech světových šampionátech byl zařazen do All-stars týmu, což se krom něj podařilo již jen Franzi Beckenbauerovi. Za brazilskou reprezentaci celkem odehrál 98 utkání a dal 3 branky. Celou svou kariéru strávil v brazilských klubech (Portuguesa, Palmeiras, Atlético Paranaense), odehrál rekordních 964 ligových utkání.